# (6982) Cesarchavez
(6982) Cesarchavez ist ein Asteroid des Hauptgürtels, der am 16. Oktober 1993 von der US-amerikanischen Astronomin Eleanor Helin am Palomar-Observatorium (IAU-Code 675) auf dem Gipfel des Palomar Mountain etwa 80 Kilometer nordöstlich von San Diego entdeckt wurde.
Der Asteroid wurde am 27. August 2019 nach dem US-amerikanischen Bürgerrechtler César Chávez (1927–1993) benannt, der der Mitbegründer der US-amerikanischen Landarbeitergewerkschaft National Farmworkers Association war, die 1965 in den United Farm Workers aufging.